# Еверт Таубе
Аксель Еверт Таубе (швед. Axel Evert Taube, 12 березня 1890, Гетеборг, Швеція — 31 грудня 1976, Стокгольм, Швеція) — шведський поет, композитор, естрадний співак. Представник шведського дворянського роду Таубе.

## Біографія
У 1911—1915 роках жив у Латинській Америці, що значно відбилося в його подальшій творчості. У 1936 році бере діяльну участь у створенні товариства «Друзі пісні» (швед. Visans vänner). Писав вірші до своїх пісень, продовжуючи традицію «компанійської» пісні, закладену Карлом Бельманом. Був дуже плідним композитором, який створив понад 600 пісень, часто використовуючи шведський міської та матроський фольклор, щедро присмачуючи його латиноамериканськими ритмами та мелодіями.
Творчість Таубе досі залишається популярною як в Швеції, так і за її межами (наприклад, його романси виконує група «Roxette».